# Anabela Caiovo Gunga
Anabela Caiovo Gunga   (22 de maig de 1959) és una professora i política angolesa. Afiliada al Moviment Popular per l'Alliberament d'Angola (MPLA), és diputada d'Angola per la província de Bié des del 28 de setembre de 2017.
Gunga es va llicenciar en psicologia. Va treballar com a professora i va ocupar diversos càrrecs a la funció pública de la seva província, incloent-hi: secretària municipal, professora i inspectora d'educació, directora provincial d'energia i aigua, i directora provincial de família i promoció de la dona.